# Abemus
Abemus là một chi bọ cánh cứng thuộc họ Cánh cộc.
Các loài thuộc chi này được tìm thấy ở châu Âu và châu Phi.
Các loài:
- Abemus africanus (Cameron, 1942)
- Abemus chloropterus (Creutzer, 1796)
- Abemus chloropterus (Panzer, 1796)
- Abemus hebraeus (Smetana, 1978)
- Abemus hemichrysis (Fauvel, 1905)
- Abemus hottentottus (Nordmann, 1837)
- Abemus olivaceus (Cameron, 1928)
- Abemus vethi (Bernhauer, 1915)